# Chu Yiu-ming
Le révérend Chu Yiu-ming (chinois traditionnel : 朱耀明, né le 10 janvier 1944 à Hong Kong) est un pasteur chrétien baptiste de Hong Kong. C'est un défenseur des droits de l'homme connu aussi bien à Hong Kong qu'en Chine continentale. 

## Ministère
Yiu-ming a notamment joué un rôle essentiel dans l'évacuation des dissidents de Tiananmen en 1989, où il s'était lui-même rendu la veille de la répression. Il est l'un des fondateurs du mouvement Occupy Central pour le suffrage universel à Hong Kong pour l'élection du Chef de l'exécutif. Début 2014 il prend la tête du mouvement.